# Bartholomäus Helder
Bartholomäus Helder (latinisiert: Bartholomaeus Helderus; * um 1585 in Gotha; † 28. Oktober 1635 in Remstädt) war ein deutscher lutherischer Kantor, Pfarrer, Kirchenlieddichter und Komponist.

## Leben

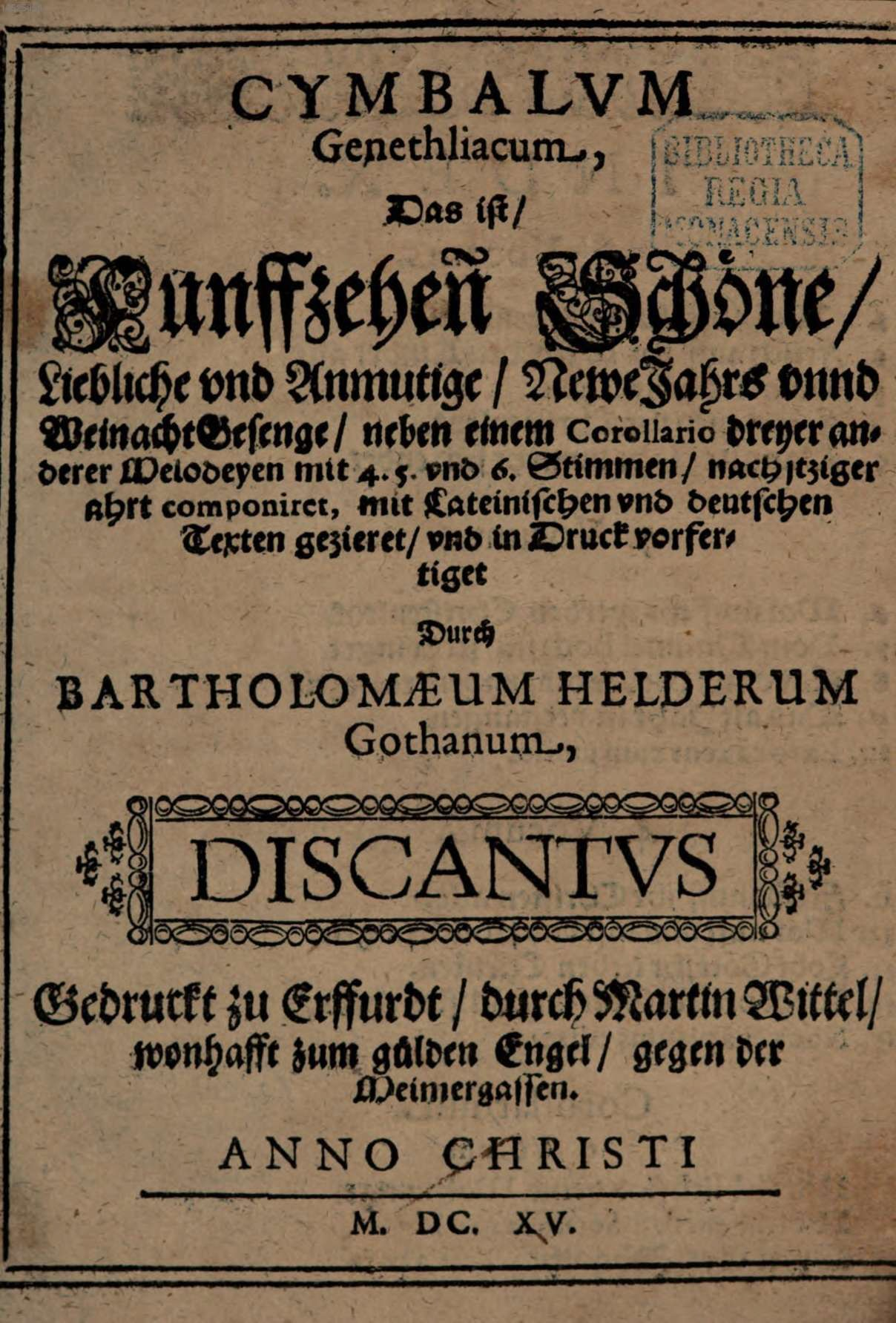
Titelseite von Helders Cymbalum Genethliacum, Erfurt 1615

Bartholomäus Helder war ein Sohn des späteren Superintendenten und Hofpredigers in Gotha Johannes Helder (1551–1621), der von 1582 bis 1592 Rektor des Gymnasiums Illustre in Gotha war. Bartholomäus studierte ab dem 18. Lebensjahr an der Universität Leipzig Theologie. Von 1607 bis 1616 war er Lehrer und Kantor in Friemar, danach bis zu seinem Tod Pfarrer in Remstädt. Er starb während des Dreißigjährigen Kriegs an der Pest.
Helder veröffentlichte zwei Chorbücher mit mehrstimmigen geistlichen Gesängen. Texte, Melodien und Chorsätze stammen von ihm selbst. Das erste, Cymbalum Genethliacum (Erfurt 1615), enthält 15 Weihnachts- und Neujahrslieder im populären Villanellenstil, das zweite, Cymbalum Davidicum (Erfurt 1620), 25 Psalmlieder in anspruchsvollerem motettischem Satz. Das Gothaer Cantionale sacrum (1646–1648) bietet 54 Melodien mit vier- bis sechsstimmigen Sätzen von Helder, darunter das bis heute gesungene Ich freu mich in dem Herren (Evangelisches Gesangbuch Nr. 349).